# Марко Андрейчик
Марко Андрейчик (англ. Mark Andryczyk; нар. 1970, Філадельфія) — американський дослідник української літератури та перекладач. Викладає українську літературу на відділенні слов'янських мов і літератур у Колумбійському університеті. Адміністратор Програми українських студій Інституту Гаримана в Колумбійському університеті. Учасник рок-гурту Їжак, з яким записав три альбоми.

## Життєпис
Народився 1970 року в Філадельфії в родині українських емігрантів. Закінчив у 1987 році закінчив Дрексельський університет за спеціальністю інженер-механік.
Здобув докторський ступінь (PhD) з української літератури в Торонтському університеті (2005).
Викладав в УКУ сучасну українську літературу.
Член Українського ПЕН.

## Перекладацька діяльність
Переклав англійською сучасні українські твори таких авторів, як Кость Москалець, Віктор Неборак, Юрій Андрухович, Іван Малкович, Олег Лишега, Грицько Чубай, Сергій Жадан, Андрій Бондар, Дмитро Лазуткін, Тарас Прохасько.